# 维齐尼
维齐尼（Vizzini）是意大利西西里大区卡塔尼亞廣域市的一个市镇。

## 友好城市
- 義大利阿奇卡泰纳
- 義大利切里尼奧拉
- 義大利里窝那